# クルクルミラクル
「クルクルミラクル」は、篠原ともえの3枚目のシングル。

## 概要
この年から知名度を上げ、「シノラー」と呼ぶ社会現象を巻き起こし、ファッション、ヘアスタイル、言葉、グッズなど、様々な影響を与え人気を博す。『HEY!HEY!HEY! MUSIC CHAMP』や『LOVE LOVE あいしてる』など、バラエティ番組にも数多く出演。
売上枚数は11.6万枚。『ウルトラリラックス』に次いで、2番目に高い売り上げを記録している。
PVにはタレントの丹古母鬼馬二が出演している。
当初、プロデューサーの石野卓球から「どんな歌歌いたい?」と聞かれて、篠原は「今井美樹さんみたいなしっとりとしたラブバラードを…」と答えたが、「ふざけるな!」と言われて渡されたのがこの曲だった。最初は「こんな恥ずかしい歌詞の曲歌えない」と半泣きだったが、実際のレコーディングでは「何?このフィット感!」と驚いたという。

## 収録曲
1. クルクルミラクル（作詞・作曲・編曲:石野卓球）
2. 篠原ともえのクレクレタコラ（作詞:鶴川五六、作曲:菊池俊輔、編曲:砂原良徳）

- 石川進のカバー。

## 収録アルバム
- スーパーモデル（1996年10月2日発売）